# میخال ویچان
میخال ویچان (انگلیسی: Michal Vičan; ۲۶ مارس ۱۹۲۵ – ۲۷ ژانویهٔ ۱۹۸۶) بازیکن فوتبال سابق و مربی فوتبال فعلی، اهل اسلواکی بود.
از باشگاه‌هایی که در آن بازی کرده‌است می‌توان به باشگاه فوتبال اسلوان براتیسلاوا اشاره کرد.
وی همچنین در تیم ملی فوتبال چکسلواکی بازی کرده‌است.